# DDD (小説)
『DDD』（ディーディーディー、デコレーション・ディスオーダー・ディスコネクション、Decoration Disorder Disconnection）は、奈須きのこの小説作品。こやまひろかず・画。題名を直訳すると、「装飾 障害 切断」となる。

## 概要
アダルトゲーム『月姫』『Fate/stay night』などを手がけたTYPE-MOONのシナリオライター奈須きのこによる伝奇小説。講談社刊行。『ファウスト』Vol.3（2004年7月発売）より不定期連載されている。キャラクターデザインや挿絵を担当するのは、同じくTYPE-MOONのグラフィッカーであるこやまひろかず。商業作品の中で武内崇と組んでいない作品は今作が初。
「悪魔憑き」を描いたこの作品は、悪魔は登場するが、奈須きのこの作品の中では珍しく魔術や魔法といった概念が無い。これは、『DDD』が『月姫』や『Fate』といった世界観から外れる新たな世界だからである。また、作中で年号が明記されているのも特徴である。
単行本で確認できるタイトル「Malion in day dream」「H-RED-B」「S.Peeping Beauty」「.D.D.D」は2007年9月現在未発表。
書評誌「ダ・ヴィンチ」のインタビューによると全三巻を予定していたが、奈須きのこ自身のホームページ「竹箒」で全四巻になると訂正した。2007年内完結を目指していたが、同ホームページにて第三巻の発売は来年になると発表した。だが、2022年に入っても続編の情報は無い。
2010年7月13日に発売された講談社漫画BOX『AMASIA』にて『DDD』の番外編である「宙の外」が掲載された。また榎本俊二による同作のコミカライズ作品も同時掲載。なお、この奈須と榎本の部分のみを抜き出した『3/16事件』も講談社BOXから刊行される。

## ストーリー
感染者の精神だけでなく肉体をも変貌させる奇病・アゴニスト異常症患者――俗に言う「悪魔憑き」が蔓延る世界。
左腕を失った男・石杖所在と、漆黒の義手義足を纏い、天蓋付きのベッドで微睡む迦遼海江の二人が繰り広げる奇妙な「悪魔払い」の様子を追う。

## 用語
アゴニスト異常症（A異常症）
少し特殊な精神病の一つ。鬱・対人恐怖症に代表される現代病の一種で、レセプタクラッシュとも呼ばれる。発病者は俗に悪魔憑きと称されるが、その悪魔は「人為的で打算的な悪魔（にせもの）」だという。ただし、悪魔が本物か偽物かに関わらず、悪魔憑きになるのは心の弱い人間と決まっている。石杖所在は「社会不適合者の弱音」と呼び、迦遼海江（本物の悪魔）は「偽物」と呼んでいる。
患者は軽度で人格の変貌、自己の喪失が表れ、重度で強迫観念による自傷行為や自殺未遂、周囲への敵意の発散が起こる。端的には「些細な感情で他人を傷つける犯罪者」「社会的弱者」とされる。
悪魔憑きには以下の段階がある。
1. まず、感情の暴走を鎮静させるために身体の一部が「患部」と化す。
2. 次に患部によって異常分泌された神経伝達物質（リガンド）がアゴニストのような働きをし、受容体に壊滅的な衝撃を与える。
3. それにより人体機能を調整し、今までになかった機能「新部」を人体に作り上げる。

悪魔憑きは人間離れしているが、結局は人間が一番強く、警察が本気で武装すれば鎮圧できない騒ぎはないという。
A異常症と判定された患者は国に保護された後、オリガ記念病院に収容される。A異常症は血液検査により発見する事が出来る。最初の発症者は2003年から数えておおよそ二十年前。2003年時点での感染者は東日本のみ。その総数は5000人（病原体の総数が5000）。
悪魔
偽物の悪魔とは現実の悪魔憑き（病気）であり、本物は空想上の悪魔とされる。迦遼海江は本物の悪魔である。「荒唐無稽にして人知無能の現象」であり、悪魔憑きという人のカタチでなければ顕現しない魔など、少しばかり面白おかしいだけの人型に過ぎないという。偽物は人間に寄生する（悪魔憑き）が、本物は人間になど寄生せず、人間の魂と引き換えに現れる。弱さの全肯定であり、弱さを温床にし、全力でその弱さを育てあげる。
オリガ記念病院
N県郊外にあり、A異常症が確認されてから十年後に造られA異常症患者の治療を専門に行う国立の隔離病院で、日本中のA異常症患者がこの病院に集まる。一度この病院に入院した患者は完治するまで退院する事が出来ない。壁で囲われており出入りするにはヘリコプターを使用しなければならない。A棟からD棟まで分かれており、A棟が最も症状が軽くD棟が最も症状が重い。各病棟の患者は隣の病棟へ立ち入ることが出来る。D棟は一見脆そうだが、末期の悪魔憑きを閉じ込めておける造りになっており、患者の部屋への通路は複数の隔壁で封鎖されている。またサブマシンガンを装備した警備員が居るがこれは威嚇にもならず、効き目があるのは何重もの鋼鉄の壁である。
支倉（しくら）
作中に登場する架空の都市。C県最北に存在する地方都市。人口約15万人。都心まで通勤快速で二時間という半端に便利で半端に不便な位置である。オリガ記念病院からは3時間程度。
A異常症患者は他県に行くことが出来ないため、本作の舞台は殆どがこことなる。
能図（のうず）
支倉市の中にある地名。この地にある工業団地の住人しかあまりよりつかない「支倉市の中のもう一つの市」である。工業団地は幅三キロ以上の規模を持つ工業地帯とそこに勤める人々の団地で構成される。交通手段はバスと地下鉄。大きな国道も一本しかなくやや交通の便が悪いが、団地内には生活用品を提供するマーケットが完備されている。石杖所在いわく「陸の孤島」というより「丘の要塞」。居住人口は約8千。
もともと怪談の多い団地であり「能図妄想団地」と呼ばれていた。2004年9月の終わりごろから能図の住人はみんな悪魔憑きだという噂が流れ出し、2004年12月現在でその噂が定着しつつある。そのため団地の住人が道端でリンチにあう事件の多発や、団地の出入り口にパトカーが止まり半封鎖状態にしていることもあり、能図工業団地はますます閉鎖的な状況に陥っている。
彼野（かれの）
C県最南部に位置する架空の都市。
1999年初頭から発生していた彼野沢集団自殺未遂事件の被疑者である日守秋星は、2003年にこの地の警察署によって一度逮捕される。
SVS（えすぶいえす）
支倉で流行っているゲーム。公式と非公式がある。1vs1の簡略式野球で、バッターボックスまでの距離は状況によって変えてもいい。
公式は、ピッチャーとバッターが9人ずつ（前回の優秀な選手や、非公式で人気のある選手）選び、それぞれに金（ピッチャー）と銀（バッター）の携帯電話が渡され、勝者に携帯を渡していき、どちらかが全員負けた時点で、シーズンが終了。審判やキャッチャーは、近くにいればしてもらい、いなければバッターの判断。ピッチャーは常に六球は持ち歩くのがマナー。携帯の数で賞金が与えられ、1番多かった者にはMVPとして、賞金が出る（主にこちらが収入源となる）。しかし、とあるピッチャーによって2004年8月の公式SVSは死のゲームとなる。
非公式は賭博オンリーのゲーム。1vs1で勝負し、勝ちを予想する。人気はこれの方にある。

## キャラクター

### 主要人物
石杖 所在（いしづえ ありか）
本物の悪魔使い。1984年生まれ。石杖火鉈の実兄。2003年2月、オリガ記念病院A棟に入院し、2004年8月に退院。大学生だったが、現在は休学中。A異常症検査では陰性と判定されているが、扱いはA異常患者と同じ。担当監察官は戸馬的。昼間にあった出来事が夜になると記憶から消えるため、大事な出来事はメモにとって残している。
カナタによる事件後、左腕を失い、同時に白髪となる。それ以来、人間の「脅威」を感じる能力が欠如してしまい、認識しつつも無謀な行動を行えるようになる。恐怖ではなく脅威（脅かされて感じる恐ろしさ）を無くしたため、怖いという感情はあるが「ここから先に行ってはいけない」という危機回避能力がない。飄々としていて掴みどころが無いが物分りはよく、割と従順で大人しい。他人と物を分けるという行為を激しく嫌悪している（所在曰く自然じゃない）。
また、元野球部なので野球には詳しい。天性の野球の才はあった模様（本人は、霧栖が本気を出すまでは支倉の天才バッターは俺だった、と鋳車に話している）。
現在は戸馬的の紹介により、義手の持ち主である迦遼海江の元で義肢の取り外しのバイトを行っている。常に金欠気味。両親が死亡しているうえ、実家は既に売却されているため、支倉市第十三号福祉施設の四階に住んでいる。
A異常症患者による事件が発生すると知らぬ間に足を踏み入れ、カイエの義手を借りて問題の解決を図る。用いる義手は人間の憎悪の感情に反応し腕となる盲目の黒犬、憎悪（仮名）ちゃん。これまでに三人の悪魔憑きを悪魔払いとして払っている。また、彼によって悪魔払いされた悪魔憑きは悪魔憑きでは無くなるので、患者達は特例で警察病院へと送られることとなっている。
迦遼 海江（かりょう かいえ）
本物の悪魔。アリカの雇い主。可憐な顔立ちで、絹のような長い漆黒の髪と色素の薄い銀色の瞳を持ち、一見すると美少女のように見えるが、男性。支倉市郊外の森にある貯水庫の地下室に居を構える。外見年齢は14 - 15歳。四肢が無く、その代わりとして両手両足に（自らの4つの感情を形にした）黒色の義肢を付けている。実家が大富豪のため、一生を楽に暮らしていくだけの資産を有する。なお、貯水庫のある森一帯は迦遼邸跡地であり、貯水庫はかつての倉の位置にあたる。また、使用人の姓には全て動物の名が入っていた。戸馬家との関係は不明。
生まれつき触覚の無い形として生まれ、感情を支払うことで人間の形を偽造していると推測されている。言わば人間の基本となる四つの感情を切り捨てることで、それぞれの触覚を形にしたとされる。
A異常症患者による事件が発生すると興味を示し、アリカに義肢を提供し、問題解決を促す。また、A異常症患者を偽物と称し、無慈悲で冷酷な目を向けるが、同時に好物でもある。
通称「地下室の悪魔」。アリカに左腕の義手として憎悪を、マキナに右腕の義手(作中には「左手用」とある)として歓喜を提供する。地下室頭上に広がる水槽には謎の巨大な鮫の悲哀（右足）がいる。憎悪、歓喜が不在の場合は悲哀より力を分け与えてもらい、欠落している腕と脚を補っている。
戸馬 的（とうま まと）
1976年生まれ。公安特務の監察医兼監察官。階級は警部補。またオリガ記念病院の保安管理局特別顧問という肩書きを持つ。A異常症の事件を担当しており、石杖所在の監察官でアリカのことを「ショザイ」と呼ぶ。支倉市では事実上彼女に逆らえる人物は警察におらず、A異常症患者による事件解決の指揮、鎮圧を行う。性格はアリカなどの弱者をいたぶるのが好きなサディスト。石杖火鉈は「命がおしいなら、私以外の生き物はあの女に逆らうな」としている。
銃器に執着心があり、機会と理由があれば容赦なく使用しようとする。同時に銃器の扱いに長け、カナタによる石杖家の事件の際、傷を殆ど負うことなく彼女を追い詰めた。迦遼海江とは面識があるが、苦手な人物である様子。アリカとカイエを引き合わせたのは彼女。オリガ記念病院では白衣の姿で応対するが、医師の資格を持っているかどうかは不明。麻酔（する方）が嫌い。
アリカは彼女の事を影で、「泣く子も心筋梗塞するトマトちゃん」と称している。また、彼の携帯電話ではトマトちゃんと登録されている。彼女自身トマトは好きではないが、嫌いというよりは苦手であるとのこと。
石杖 火鉈（いしづえ かなた）
1988年2月14日生まれ。石杖所在の四歳年下の実妹。A異常症。黒絹のような長髪の、絶世の美女。2003年2月、寝ていたアリカの左腕を食し、アリカに首を絞められていたところを戸馬的に発見され、激戦の末、確保される。道具の扱いが致命的に下手であり、戸馬的との戦闘において、手当たり次第にものを投げつけたが全てあしらわれ、体に多くの銃弾を浴びるが、肉体の機能が最後まで衰えることは無かった。事件後オリガ記念病院D棟に入院。17歳であるが、2年間で外見が成熟した大人の女性になっている。
入院後は簡単に脱獄できるものの戸馬的を倒すのにまだ力が足りないこともあり、D棟で鍛錬を重ねていた。アリカをとある理由から憎んでおり、退院したら真っ先に殺しに行くと言っている。少女趣味かつ奇抜なセンス（中二病）の持ち主で、オリガ病院の悪魔憑き患者達に二つ名を付けたのは彼女である。自身にはまだ無い。「B（ブレインレス）」 と自称していたが、現在は別のあだ名を募集中。著者によれば、コンセプトはパーフェクト。
新部は身体機能全体で、人間としての能力上限が大幅に引き上げられた状態。人体としては完全に死んでも脳は独立して機能し、自分を殺害した手段に対して耐性を獲得する。その耐久性はすでにオリガ内に存在するあらゆる薬物では彼女を殺せない域にまで至っている。2005年2月、オリガ内の全患者を殺害し、堂々と正面から脱走する。その際、大熊猫目々との戦闘で更なる耐久性を得ている。ただし寿命で死ぬ可能性がある。
貫井 未早（つらぬい　みはや）
通称ツラヌイ。アリカの高校時代からの後輩。大学生の女の子。食べたいものは食べる、欲しいものは買うといった欲望に忠実な典型的現代っ子。その反面、時に筋の通った独自の正義感やポリシーを見せることがある。
現在は支倉市の工場地帯の端にある大学に近いアパートに一人暮らし。アリカがオリガ記念病院から退院した後も、以前と変わらずアリカと付き合っている。熱心にアリカにアプローチするが大体相手にされていない。携帯電話をしょっちゅう機種変更している。携帯電話でロボットを作るのが夢。別名、歩くバッドフラグ。アリカ曰くマキシマム善人、お天気宇宙人。
高校時代はアリカやキリスが所属する野球部のマネージャーをしていた。大層なお嬢様で護身術も習っている。なおオリガにも貫井という医師がいるが、こちらの読み方は「キヌイ」。
霧栖 弥一郎（きりす やいちろう）
通称キリス。アリカの高校時代の一年後輩で二人とも野球部に所属していた。かつては4割5分の成績を残したバッターだったが、ある理由から野球をやめている。現在はフリーターだが八坂代の不良の顔役となり、暴力団とも面識がある。そのため、アリカ以上に金欠で、あちこちに借金しているらしい。
バッターとピッチャーの一対一のストリートファイトであるSVSを開催した。SVSで敗れたら殺されると巷で話題になった悪魔憑き「シンカー」こと鋳車和観とは幼い頃からの知り合いで、彼とは確執があった。シンカー（s.vs.s）事件のあとは戸馬的に協力し、悪魔憑きの（C県以外の）保護（処理）の手伝いをしている。未早とは高校時代から仲が悪く、アリカが戻ってくるまで再会することはなかったが、それ以後は行動を共にすることが増えている。現在、アリカと同居している。
日守 秋星（ひのもり しゅうせい）
A異常症。不死身の吸血鬼と呼ばれる最も有名な悪魔憑き。悪魔憑きとしては最長の年月を誇り、連続殺人鬼として指名手配もされている。一年中黒いロングコートを纏い、鏡面のサングラスをかけているのが特徴。身長はかなり高く、日本人離れしている容姿。鮫のような乱杭歯という人外の特徴を備えている。また、サングラスをしているため気付かれにくいが、黒目が無い。
95年にA異常症患者と診断され、C県中部にある絹衣（キヌイ）総合病院に入院。三年後、受け入れ準備の整ったオリガ記念病院へ転院する際に逃亡し、以後消息不明となる。03年初頭に再び逮捕されるも、オリガ記念病院への護送中に同乗していた藤悟木更刑事に拳銃で撃たれたのち、川に転落、生死不明となる。再び生存が確認されたのは04年8月、支倉と能図を結ぶ環状道路で起きた交通事故でのことだった（S.vs.S-2）。
シンカー事件時アリカと知り合い、以降彼を友達と認識し「アリカ先生」と呼んでいる。アリカは彼を指名手配の連続殺人鬼であることを知ってはいるが、止める実力が無いことと関わり合いたくない二つの点からこれに関しては言及を黙認している。アリカからは「秋星さん」と呼ばれている。
自身の二つ名「不死身の吸血鬼」があまりに普通すぎて好きになれず、紆余曲折を経てアリカに助言をもらい、「灼熱の揺り籠（しゃくねつのフォウマルハウト）」を名乗るようになる。「フォウマルハウト」の由来は、アラビア語で「鯨の口」を意味する。非常にノリが軽く、馴れ馴れしいうえに悪い意味でマイペース、他人の状況にお構いなしで好き勝手に行動する、傍若無人な性格で頭が悪い。また非常に残忍で冷酷、殺しを愉しむ歪んだ一面も持ち、どちらが本当の日守秋星かは不明。
新部はカナタと同じく全身内部であり、成人男性の3 - 5倍の身体能力を誇ると本人は認識している。本人は常に最悪の極限状態を想定し意識し続ける事で、肉体・精神を極限まで高ぶらせており、常に自身の出しうる最高速度での活動を可能にしている。そのため、罠や奇襲の類はおよそ通用せず、所在が「常に奇襲を行っている」と評するように、逆に相手が最高潮に達する前に己の全速をぶつける「奇襲」を取ることにより、強力な悪魔憑きとして君臨している。常に長物の得物である特殊な杭を所持し、彼によって刺し殺された人物は出血した痕が無いことから吸血鬼と呼ばれるようになったが、彼が吸血をしているわけではなく、杭の力か、悪魔憑きとしての能力の結果かは不明だが、彼に刺された人体は発火する（実際、「ブラクラ」の死体が燻製のような状態となっている他、藤悟木更が燃えているのを戸馬的が確認している）。
現在は自身の障害となる人間と、その他大勢の悪魔憑きを殺しまわっている。「マキちゃん」とも知り合いで、一度殺し合いをしたことがあるが、現在は交流関係を持ち彼女から悪魔憑きの情報を入手している。アリカと初めて会った時には、擬音のような苗字と名前を持つ悪魔憑き（彼はあまり頭がよろしくなく、朋里をツキリと読んでいた）を探していた。オリガ記念病院に同姓の少女がいるが、彼との関連性は不明。
ちなみに彼曰く、「三次元の女には興味ない」そうだが、アリカによれば「一人の女性に対する想いが強すぎて他の女性を恋愛対象としてみることが出来ない」らしい。
久織 巻菜（ひさおり まきな）
久織伸也の姉。A異常症。新部は顔の皮膚神経、筋肉繊維の変化。自分の意思により自由に表情を作る事が出来る。2001年1月、両親を殺害。弟を犯人に仕立て自らは被害者を装っていたが病院へ運ばれた時にA異常症陽性と判定されオリガ記念病院C棟に入院。入院中に石杖所在、石杖火鉈と知り合う。2004年年初に退院。事故の影響で付随となっていた右腕を手術で切断した。そのためアリカと対になるかのように片腕である。
相手の事をじっくりと観察し、姿形は別人であるが雰囲気や行動をそっくり真似て相手になりきることが出来る。入院する前は弟の伸也を社会的に抹殺しようとした。他人の真似をしないと生きていけない性質で、伸也やアリカのコピーをした。アリカを真似している時に、カイエに出逢い、カイエに恋をすると同時に彼が住む地下室に憧れを抱いている。
彼女によると悪魔憑きは天性と才能で成長しレベルアップするらしいが、詳細は不明。現時点では顔の切り替えを三人までなら蓄積できるようになっている。しかし、あくまで女性限定のようだが、今後も進化する可能性が残っているらしい。
日守秋星によると悪魔憑きのなかでは数少ない、他県への移動が可能な人物。現在は、三人の顔を使い分け、一つは警察署近くのアパートで盗聴などをやっている。他にも能図の団地（＝能図の妄想団地）と、支倉の工業地帯にある安い寮（＝ツラヌイと同じ）に計3つのアジトを所持している。秋星に他の悪魔憑きの情報を提供しているが、その見返りや目的は不明。仲はあまり悪くは無い様子。彼には「マキちゃん」と呼ばれている。製作陣による愛称は「カリメロちゃん」。

### 悪魔憑き
木崎（きざき）
A異常症。患部は首、新部は煽動、原因は過労。彼と目が合った人物は、彼の首が回るのに合わせて同じように首が回転し、最期には首が180度回りきり死亡してしまう。彼自身は首を360度回転させても死なない。その方法で妻と娘を死なせ、運が悪かった警官二名も巻き込んで死なせてしまう。2004年9月20日に悪魔払いを自ら依頼し、石杖所在の「2回目のお使い」で払われた悪魔憑き。
扶桑 雪緒（ふそう ゆきお）
A異常症。患部は胃、新部は消化、原因は太る＝醜くなることへの恐怖。ツラヌイの同級生であり、アリカの後輩に当たる人物。アリカは記憶の無い昼間に、何度か面識をもつ。拒食症による空腹が原因で悪魔憑きが発症、本人は太りたくないが、空腹に歯止めが利かない体質になってしまった為、「食べても太らない」食物を探し、その結果として、まだ人間として手をつけたことのない食物である、飼い犬などのペットを食べて街を徘徊していた。さらには人間にも手を出したが、ツラヌイを殺されたと勘違いしたアリカにより悪魔払いされ、マトたちに確保された。石杖所在の「3回目のお使い」で払われた悪魔憑き。犬や人間等を食べるときにはビネガー（酢）をかける。
迦遼海江は本物の悪魔だって人間をここまで変貌させられないと言う一方、石杖所在は弱者以下の非人間とした。
月見里 朋里（やまなし ともり）
A異常症。2003年2月に両親を殺害。その際、動機を隠匿するために無関係な人間も殺害。同じ理由で石杖家に忍び込んだが、カナタの圧倒的な力の前に悲鳴をあげ逃走。その事件以後、少女に苦手意識を持ち、男性しか襲わない通り魔として騒がれたが、2004年大晦日に戸馬的により逮捕。カナタに遭った恐怖でまともに喋れなくなっている模様。また、2004年10月に秋星と対峙している。また、自分を「芝刈り機」と呼び、爪で寸断し相手を解体する。オリガ記念病院C棟に入院していたが、カナタに敗北。生死不明となっている。
鋳車和観（いぐるま かずみ）
A異常症。2年前にコアラ丘高等学校の元野球部部員で、天才と言われたピッチャー。勝負球のシンカー使いとして注目されていたが、同じ部内の瀬倉弓夜を筆頭とした彼を妬む連中によって利き腕を破壊され野球の道を絶たれた。悪魔憑きとなった後は、2段階に曲がるシンカーを使い、SVSに参加しているバッターとなった人間を殺す通り魔「シンカー」として都市伝説となっていた。霧栖との野球勝負に負け、アリカに悪魔払いされた後に自首している。石杖所在の「初めてのお使い」相手。
通常の悪魔憑きと異なり、謎の怪人物に悪魔憑きの能力を授けられていた。幼い頃に一度彼と出会っており、その時に「ピッチャーとして打たれたら死ぬ」という呪いをかけられ、そのことが彼を天才ピッチャーにまで押し上げた。腕を破壊された後で再会した時には再び投げられるようになるために悪魔の契約を受け入れた。悪魔憑きにしては目的意識と行動が具体的だった。能力は血液の爆発。ボールに血液を付着させ、タイミングよく発火させることにより通常では有り得ない変化を起こす。しかし、新部が血であることの反動か、使うたびに右腕がズタズタになっていく副作用があった（能力を得たときから代償として右腕が焼け焦げていた）。その特性から血液が足りなくなっていき、一時的な幼児退行化や思考能力の低下や知覚能力の減少、体温の著しい低下等様々な障害が起こっており、アリカとはじめてあった時は既に身体はボロボロだった。
瀬倉弓夜（せくら ゆみや）
A異常症。コアラ丘高等学校の3年のエースピッチャー。SVS参加者。左腕の関節が一つ多く、伸びるサイドスロー（彼の悪魔憑きとしての新部「肘と肘の間の部分が伸びる」）を使用している。シンカー事件の際、霧栖に匿われていたが、彼の両親に依頼されアリカに悪魔払いをされる。アリカの左腕の義手が初めて覚醒し、漆黒の犬が彼を貪る姿をアリカに見せ付けた。最初はシンカーかと疑われていたが、彼は左利きのため（投げるのはシンカーではなくスクリュー）否定された。なお、アリカによる悪魔払いにカウントされていない。鋳車和観の母親を自殺に追い込んだグループの首謀者である。
通常の悪魔憑きとは異なり、謎の怪人物に悪魔憑きの能力を授けられ、「ピッチャーとして打たれたら死ぬ」と呪いをかけられていた。
「画面潰し（ブラクラ）」
A異常症。本名不明。十代後半の少年。目から繰り出す極細の繊維で、視界の三割を占領する凶悪な画像を脳に焼き付けることができる。コンビニ強盗などの軽犯罪を繰り返し、その過程で8人の眼を潰してきたが、2004年11月、日守秋星に殺される。
藤悟木更（とうご きさら）
A異常症。元刑事、日守秋星に目の前で娘を殺され、復讐の鬼となり、幾度となく秋星を殺害しようとした。誘拐し暴行していた子供の中に本当に悪魔憑きがおり、血液感染し発症、同業者となった為に秋星に殺された。
「心臓なし（ハートレス）」
本名不明。生死不明。
オリガ記念病院ができる前に確認された数少ないD判定の悪魔憑き。新部は「心臓」。人としての原型を留めていないD判定患者三人の「なし」のうち一人。戸馬の話やカナタのノートから推察すると、彼（或は彼女）を含め「なし」はオリガには収容されていない様子。本編未登場。

### オリガ記念病院
貫井（きぬい）
オリガ記念病院の医者の一人。通称ドクターロマン。聞いている方が恥ずかしくなるようなロマン溢れることを平気でしゃべるため、皆から「ドクターロマン」と呼ばれる。通称は「ドク」。出所する前のアリカやマキナに助言をした。現在は生死不明。
午宮 留是留（ひるみや るぜる）
D棟患者。「認識障害共有者（ダブルバインド）」。
身長160cm足らずの少女。巨大化してカナタを押し潰したかに見えたが、その実態は相手の認識を狂わせる新部だった。幼年期から視覚障害と認識障害を伴い、正常なスケールで物を見ることができず「周囲に押し潰される」と訴え続けていた。8年の歳月を経て、自分の認識障害を他人に植え付ける悪魔憑きとなる。D棟患者の中ではカナタ・倉密とともにまだまともに人間として生活できている患者であったらしい。カナタを除き、D棟で最後まで生き残っていた模様。カナタに敗北し死亡。
倉密 メルカ（くらみつ めるか）
D棟患者。「出口なき脳髄陥穽（クラインキューブクラインネス）」。
男性。敗戦主義者。カナタに判定負け。カナタ曰く「女々しくも私の中に逃げ込んできたので倒せないけど逃げられない」との事。自分の脳に相手を閉じ込める能力を持つ。本編未登場だが、アリカの白昼夢で戸馬と対戦し敗れている。
『空の境界 未来福音』でも同名の登場人物が存在するが、こちらは創作物から引用された偽名。
大熊猫 目々（おおくまねこ もくもく）
D棟患者。「銀河最強ニート」。30代の男性。体格は「雪だるま」と称される程の肥満体。
生きる事も死ぬ事も面倒という引き込もり・ニートであり、18歳の時にA異常症を発症し、その後15年以上もの間入院生活を送る。オリガ内では屋敷戸京麻と同じく古参。彼の自室をそのまま移植させたD棟404号室内には自ら引きこもるための宇宙が形成されており、その宇宙空間内を空飛ぶ畳の上でずっと観測するだけの存在となった。地質学者である父の影響で地学に詳しく、その事から宇宙を形成している。文字通り宇宙空間であるため酸素はなく、また404号室に入室した時点で取り込まれるために脱出口も存在しない。なおそれらの全ての現象は大熊猫自身には影響しない。カナタと会った時はフランクな口調であったが、本人は至って冷めた視点を持っている。何事にも関心を持てなかったため故のニートだが、親の愛情だけはプログラム的に理解していた。
実は本人は数年前に死亡しており、その宇宙空間の中での大熊猫という存在だけがなお残っている。宇宙空間に取り込まれたカナタによって宇宙空間そのものが破壊されたため、404号室の異変は元の六畳間に戻った。唯一、カナタに出会いながら殺害されなかったD棟患者（ただしカナタは勝利扱いしている）。
海風 太刀野
B棟患者。「ヤマダβ」。名前の読み方は不明。
カナタに最初に敗北し、死亡。「宙の外」でもそれらしき男性が登場しており、榎本俊二による「宙の外」のコミカライズによると、死の直前に自らの血液で大熊猫目々のいる病室までのルートを床に描いていた。
屋敷戸 京麻（やしきど きょうま）
D棟患者。「増殖臓腑（ぞうしょくぞうふ）」。
物量的には最も強い悪魔憑き。カナタ曰く「最終形態には不覚にもトキメいた」。売却された内臓を取り戻そうとしたあげくに、プールいっぱいに増殖した内臓に埋もれた。オリガ内では古参の悪魔付きであり、B判定だった時期に大熊猫と一度だけ電話で会話した事があるらしい。カナタに敗北し死亡。本編未登場。
夜口 止々也（よるぐち ししや）
D棟患者。「氷の華（フリージア）」。
カナタに敗北し死亡（カナタ曰く「時間とか止められても」）。劣化していく隣人（恋人）を恐れるあまり、隣人どころか自分、周囲の時間さえ止めてしまった。本編未登場。
由寿餅 アロウ（ゆじゅもち あろう）
D棟患者。「アメンチア・ナイトメア」。
C棟全域及び中央棟6階まで融合するも、カナタに敗北する（自滅）。本編未登場。
胡島 はでる（ことう はでる）
D棟患者。「ウミガメの味」。
毒物系の悪魔憑き。生まれつき固形物が食べられない体のため、ついにはあらゆる命を液化して食べるようになった。あらゆる毒物に耐性を持つカナタに敗北し死亡。本編未登場。
檻我 鞠音（おりが　まりね）
E棟患者。「夢見がちファッキン泥棒猫シエスタ」。
現在までに作中で確認される唯一のE判定悪魔憑き。特別病室内で既に死亡していたので、カナタと戦うことはなかった。本編未登場。能力の詳細も不明。
名字は「オリガ」だが、オリガ記念病院との関係性は不明。
韮菱 豊（にらびし ゆたか）
C棟患者。「注文が襲う雑貨店（マーブルファンブルマーケット）」。
元カリスマ営業員。相手の弱点やトラウマを暴くらしい。カナタに敗北し死亡。本編未登場。
譲羽 涙（ゆずりは なみだ）
C棟患者。「サニーデイ・レインコート」。
女性。呪い系の悪魔憑き。カナタに敗北し死亡。本編未登場。
誠子 美雄（まことこ みお）
C棟患者。「声消し楽曲（トラック/3）」。
カナタに敗北し死亡。本編未登場。
宮原 無明（みやはら むめい）
B棟患者。「投影奇術（トリビュート・アンソロジー）」。
カナタ曰く「劣化久織さん」。カナタに三分で敗北し、死亡。本編未登場。
在野 立花（ありしの　りっか）
B棟患者。「胸に宿る月の琴」。
最も多く殺人を犯した悪魔憑き。北の方で一万人殺したらしい。カナタ曰く「エア月琴」。カナタに敗北し死亡。本編未登場。
日守 桜夏（ひのもり おうか）
A棟患者。
カナタに三秒で敗北し、死亡。外見に新部は全く無い。日本刀を所持していた。カナタ曰く「もしかしたらオリガで一番強かったのかな」。名字が同一である日守秋星との関連性は不明。本編未登場。

### その他の人物
久織 伸也（ひさおり しんや）
久織巻菜の弟。姉に嵌められ、両親殺害及び姉への暴行の犯人とされる。後にその事件は事故死扱いになった。事件の後遺症で精神病院に入院。3年間入院し、2004年初頭保護観察扱いで社会復帰。石杖所在の名を騙り、安価でドラッグをばら撒いていたせいで、本物のアリカにとばっちりを喰らわせた。姉に復讐する（自分の椅子を取り返す）ための手段として自殺した。
山田
迦遼海江の世話役のバイトをやっていた前任者。名前は偽名。バイトの後任者（アリカの真似をしていた久織巻菜）には、カイエに決して「外に出よう」と言ってはいけないと忠告した。個性が希薄な人物。巻菜に真似されていた時期もある。現在は消息不明。なお一巻の年表に「95年 山田さん全焼事件」とあるが、彼との関係は不明。
謎の男
鋳車和観・瀬倉弓夜をA異常症にした男。鋳車・霧栖が初めて会った時は、願いを聞いてそれが出来なければ死ぬ呪いを相手にかけていた（彼の問いに答えて願いを言ったのは鋳車和観と友人のみで、霧栖は答えていない）が、数年後鋳車和観と再会した時に彼を完全な悪魔憑きにした。瀬倉弓夜は、鋳車を悪魔憑きにしてすぐ、彼をSVSに入れる際に願いを聞き、悪魔憑きにした。その容姿から、久織巻菜が見た「燃えているお化け」も彼の可能性がある。支倉を「末期」と言っていた（悪魔憑きが多すぎるので）。
名前は明かされていないが、瀬倉弓夜は「どこにでもいるような名前」だったと言っている。
新島（にいじま）
所在の隣に住む男性。所在曰く「素っ頓狂な名前」。宅配便などの名義は「花園」。アロハシャツをよく着ている。
石杖 雅道（いしづえ まさみち）
石杖所在、及び石杖火鉈の父親。
二〇〇三年二月一四日、絶命。死亡推定時刻は零時から三〇分の間。

## 補足
講談社BOX版では、『ファウスト』掲載時の挿絵は載っていない。そのため1巻では貫井未早のイラストがなかったが、2巻折込見開きの裏で『ファウスト』Vol.3以来の新カットが描かれた。Vol.6 SIDE-Aに関しては、作品の内容上挿絵と呼べる挿絵は見開きとカラー一点以外無い。小説には各話の表紙にキャラクター一人一人が描かれているのみで基本的に挿絵は存在しないが、例外として2巻には見開きの挿絵が一点だけ挿入されている。1巻の折込見開きは表紙絵でもある迦遼海江。2巻は日守秋星。各章の扉絵に描かれたキャラクターは以下の通り。
1巻
- 1.JtheE. ：石杖所在
- 2.HandS.（R） ：戸馬的
- 2.HandS.（L） ：久織巻菜
- 3.formal hunt.：石杖火鉈

2巻
- 1.S.vs.S-1 ：鋳車和観
- 2.S.vs.S-2 ：霧栖弥一郎
- 3./FOMALHAUT. ：日守秋星
- 4./Vt. in day dream. ：石杖火鉈（17歳）

また、各話のタイトルにはそれぞれ以下のサブタイトルがある。
- 拒食過食-JtheE. (Junk the Eater)
- 装飾戯我-HandS.L (Hide and Self)
- 回想猟月-formal hunt.
- S.vs.S (Sinker.vs.Slugger)

## 誤記
- formal hunt.にてスラッグ弾（一粒弾）と散弾を混同する、ベレッタM92の弾数を間違える（15+1なので、撃ちつくしてからのリロードは15発になる）など、銃器に関するミスがある。

## 既刊
DDD1 ISBN 978-4-06-283609-8
1.JtheE.（Junk the Eater）（ファウスト Vol.3）
2.HandS.（R）（hands）（ファウスト Vol.6 SIDE-A）
2.HandS.（L）（Hide and Self）（ファウスト Vol.6 SIDE-B）
3.formal hunt.（書き下ろし）
DDD2 ISBN 978-4-06-283633-3
1.S.VS.S-1（Sinker vs Slugger-1）（書き下ろし）
1.S.VS.S-2（Sinker vs Slugger-2）（書き下ろし）
2./FOMALHAUT（書き下ろし）
3.Ｖt.in day dream．（書き下ろし）
3/16事件 ISBN 978-4-06-283761-3
宙の外（漫画BOX AMASIA）